# Литературно-мемориальный дом-музей Ф. М. Решетникова
Литерату́рно-мемориа́льный дом-музе́й Ф. М. Реше́тникова — музей в Екатеринбурге, посвящённый памяти екатеринбургского писателя Фёдора Михайловича Решетникова. Входит в состав Объединённого музея писателей Урала.

## История
Фёдор Михайлович Решетников — писатель-демократ. Родился в Екатеринбурге. В числе первых поднял тему рабочего человека. Воспринимался первооткрывателем народно-реалистического направления в русской литературе. Творчество Решетникова высоко ценили Некрасов, Салтыков-Щедрин, Тургенев, Достоевский, Успенский.
Строительство дома на Конюшенной улице в 1839 году начал Фёдор Кузьмин Карнаухов — купец III гильдии, староста Вознесенской церкви, капрал.
Дом уже имеется на плане Екатеринбурга мая 1839 года.
В 1844 году Карнаухов живёт в доме с женой и шестью детьми, занимаясь огранкой камней.
В 1856 году дом находится во владении наследников Карнаухова.
В 1876 году домом владеет Дмитрий Хлопин. К 1880 году Хлопин строит каменные службы и баню.
В 1888 году домом владеет Наталия Ивановна Калиновская, супруга Николая Никаноровича Калиновского — чиновника почтового ведомства, почтмейстера города. Калиновская сдаёт дом внаём, проживая с мужем в служебной квартире в здании почтовой конторы (Соборная — Пушкинская, 19).
В 1889 году в доме № 6 на Офицерской улице числятся проживающими 13 холостых почтальонов.
В 1911 году Калиновская сдаёт флигель конторе «Посредник» и даёт объявление в газету о продаже дома.
В 1913 году в доме проживают 16 человек разных сословий.
В 1916 году в доме проживает последний владелец Евгений Николаевич Калиновский. В 1918 году он уехал в Харбин.
В советский период вопрос о сохранении дома был поднят профессором И. А. Дергачёвым, первым деканом филологического факультета УрГУ им. А. М. Горького.
По решению Свердловского горисполкома № 368 от 11 октября 1978 года и облисполкома № 16 от 14 января 1980 года дом подлежит государственной охране как исторический памятник местного значения.
На основании решения горисполкома от 9 февраля 1983 года дом № 6 на Пролетарской улице передан на баланс музея, отселены жильцы, разработана проектная документация.
Дом отреставрирован: укреплены стены, перекрыта крыша, внутри убраны перегородки, заменены сгнившие деревянные оконные и дверные проёмы, восстановлены надворные постройки, ограда.
Музей открыт 1 октября 1991 года к 150-летию писателя в доме № 6 на Пролетарской улице (бывшей Сосновке, Конюшенной, Офицерской).

## Конструктивные особенности здания
Проект построенного в 1839 году дома подписан архитектором Малаховым.
Дом Фёдора Михайловича Решетникова — двухэтажный, каменный. Имеет конюшню, каретник и другие службы. Имеется мезонин.